# Hendrik Jan Schimmel

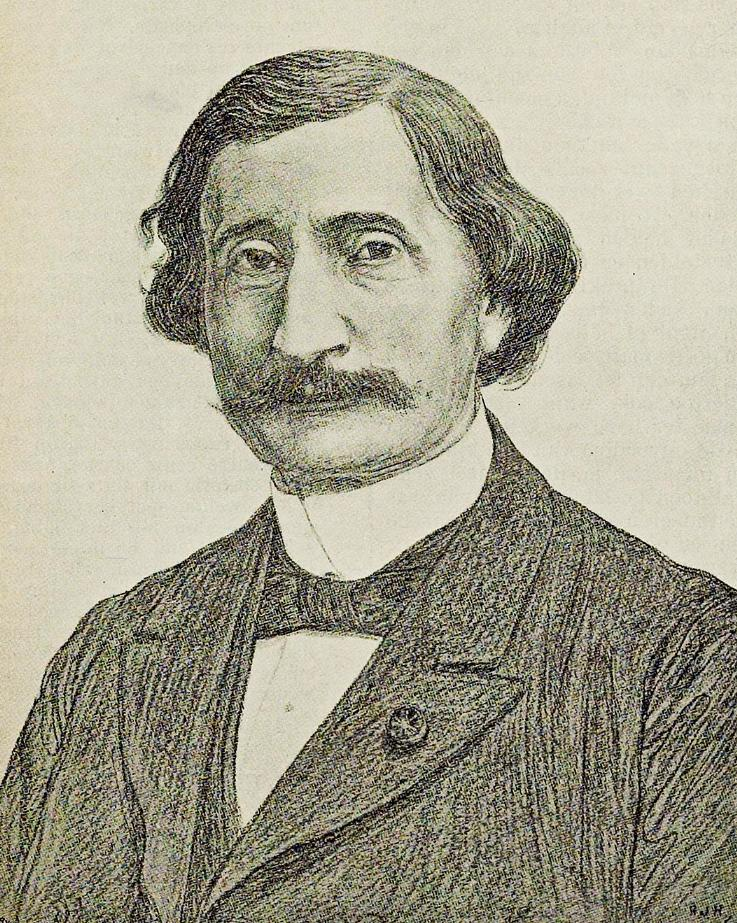
Hendrik Jan Schimmel.

Hendrik Jan Schimmel, född 30 juni 1823 i 's-Graveland, Noord-Holland, död 14 november 1906 i Bussum, var en nederländsk författare. 
Schimmel blev banktjänsteman 1842 och var 1863–78 direktör för Amsterdamsche credietvereeniging. Han var en mycket produktiv författare; särskilt skrev han ett stort antal romantiska skådespel, däribland Twee Tudors (1847), Joan Wouters (1847), Gondebald (1848), Giovanni di Procida (1849), Oranje en Nederland (1849), Napoleon Bonaparte (1851), Schuld en boete (1852), Struensee (1858; av många ansett som hans bästa) och Juffrouw Bos (1878) samt romaner, merendels historiska efter Walter Scotts föredöme, Een haagsche joffer (1856), Mary Hollis (1860), Mylady Carlisle (1864), Het gezim van Baas van Ommeren (1870), Sinjeur Semeyns (1875) och De kapitein van de liifgarde (1888), vilka betraktas som de förnämsta, och den delvis självbiografiska Jan Willem's levensboek (1896). Han var under flera årtionden en av Nederländernas allra mest omtyckta författare. Han var medredaktör av "De Gids" och "Nederland" under många år.